# Albert Fraenkel (1848–1916)
Albert Fraenkel, född 10 mars 1848 i Frankfurt an der Oder, död 6 juli 1916 i Berlin, var en tysk läkare.
Fraenkel blev medicine doktor 1870 och utbildades i medicinsk klinik hos Ludwig Traube, var från 1872-73 assistent hos Adolf Kußmaul, från 1876 vid Charitésjukhuset i Berlin under Ernst Viktor von Leyden, blev 1877 docent och 1884 titulär professor. År 1890 utnämndes han till överläkare vid Krankenhaus Am Urban.
Fraenkel var en av sin tids främsta kliniker och i hans arbeten finns en ständig strävan att låta fysiologin och patologin samarbeta med kliniken. Han nådde långt inom samtliga dessa tre områden, delvis i samarbete med bland andra Leyden och Julius Geppert, men Berlinuniversitetet anställde honom aldrig som lärare och han nådde inte sitt livsmål. 
Fraenkels namn är knutet till Fraenkels pneumokock, en bakterie, som framkallar lunginflammation. Denna sjukdom studerade han ivrigt intill sin död, och han var en av de första, som införde optochinbehandling. Hans skrifter täcker ett brett fält inom den kliniska medicinen och behandlar bland annat aneurysm, leukemi, astma, blandinfektion vid tuberkulos och arterioskleros.